# Famille von Lehndorff
 (janvier 2025).
La famille von Lehndorff est une famille de la noblesse prussienne, venue de Livonie avec les chevaliers teutoniques.

## Historique

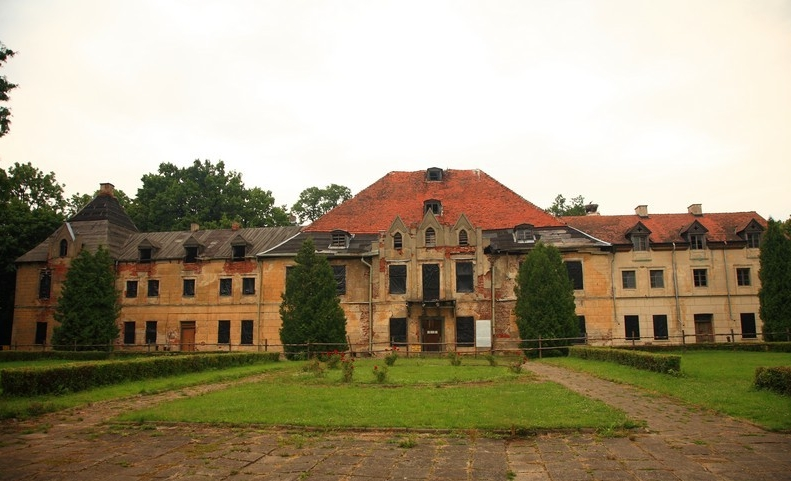
Vue du, autrefois en province de Prusse-Orientale, aujourd’hui en Pologne

Au début du XVIe siècle, ils furent dotés par l’ordre Livonien du fief de Steinort. Les chevaliers Fabian, Caspar et Sebastian s’installèrent dans la « grande solitude du bord du lac », tel qu’était nommé l’emplacement sur la charte et se firent nommer von Legendorf, d’après le village (dorf) et le manoir qu’ils fondèrent.
Aux générations suivantes, Paul von Legendorf fut évêque de Varmie (Ermland en allemand). Un descendant de la famille, dont le nom évolua en Lehendorf, puis Lehndorff, Meinhard von Lehndorff (1590-1639), construisit une demeure avec des allées de tilleuls et de chênes toujours visibles. Son fils, Ahasverus (mort en 1688), fit à dix-neuf ans son Grand Tour qui dura sept ans, avec un cousin Eulenburg. Il fut reçu par la reine Christine de Suède à Paris, étudia à Bologne, s’entretint avec Cromwell, combattit les Turcs aux côtés des Hospitaliers. Quand il rentra à l’âge de vingt-six ans, il fut d’abord chargé par le roi de Pologne de commander les Allemands au service du pays, puis devint homme d’État du grand électeur du Brandebourg-Prusse. L’empereur Léopold III d’Autriche l’éleva au titre de comte du Saint-Empire en 1686. Il épousa la même année la comtesse Marie-Éléonore von Dönhoff qui fit construire un château baroque, après que le précédent eut été incendié par les Tatars au service de la Pologne pendant la seconde guerre du Nord.
Au XXe siècle, un descendant, le comte Heinrich von Lehndorff (1909-1944), fut pendu à la prison de Plötzensee pour avoir participé au complot du 20 juillet 1944 contre Adolf Hitler.

## Personnalités
- Meinhard von Lehndorff (de) (1590-1639), lieutenant-colonel et landrat de Rastenburg
- Comte Gerhard Ahasverus von Lehndorff (de) (1637-1688), élevé au titre de comte en 1686, seigneur de Steinort
- Comte Ernst Ahasverus von Lehndorff (1688-1727)
- Comte Ernst Ahasverus Heinrich von Lehndorff (de) (1727-1811), chambellan du roi de Prusse, auteur d’un Journal sur la cour de la reine Louise de Prusse
- Comte Karl Friedrich Ludwig von Lenhdorff (1770-1854), général de l’armée prussienne pendant la guerre de libération de 1813-1815
- Comte Karl Meinhard von Lehndorff (1826-1883), conseiller de légation, membre du Reichstag et de la chambre des seigneurs de Prusse, fils du précédent
- Comte Ahasverus von Lehndorff (1829-1905), frère du précédent, général-aide-de-camp de l’empereur Guillaume Ier, général de cavalerie, fondateur de la branche cadette de Preyl, d’après le nom de son château à Wargen
- Comte Manfred Ahasverus Wilhelm Heinrich Bernd von Lehndorff (1883-1962), fils du précédent, à la fin de sa vie entraîneur de chevaux trakehner au haras de Röttgen (de), près de Cologne
- Comte Heinrich von Lehndorff (1909-1944), opposant aux nazis, fils du précédent
- Comtesse Veruschka von Lehndorff (1939-), mannequin et actrice, fille du précédent
- Comte Georg von Lehndorff (1833-1914), frère de Karl Meinhard (1826-1883) et d’Otto Magnus (1829-1905), hippologue éminent et auteur d’ouvrages sur l’hippologie
- Comte Siegfried von Lehndorff (de) (1869-1956), entraîneur et grand maître des écuries du haras royal de Trakehnen, fils du précédent
- Comte Heinfried von Lehndorff (1908-25 janvier 1945), assassiné par les soviétiques, fils du précédent
- Comte Hans von Lehndorff (de) (1910-1987), chirurgien et écrivain, frère du précédent
- Comte Georg von Lehndorff (1911-1943), frère du précédent, mort au combat près du lac Ladoga
- Comte Elard von Lehndorff (1913-1940), frère du précédent, mort d’une chute de cheval
- Comte Meinhard von Lehndorf (1921-1940), frère du précédent, mort au combat pendant la campagne de France